# 大倉忠司
大倉 忠司（おおくら ただし、1960年2月4日 - ）は、日本の実業家。株式会社エターナルホスピタリティグループ代表取締役社長CEO。人気焼き鳥チェーン店「鳥貴族」を一代で築いた。大阪府東大阪市出身。

## 概要
1960年2月、大阪府東大阪市生まれ。高校、調理師専門学校を経て、ウェイターとして大手ホテルチェーンで働く。1982年、焼鳥店に転職。1985年に独立、東大阪市内に「鳥貴族」1号店をオープン。
1986年に株式会社イターナルサービス(現:株式会社鳥貴族)を設立、代表取締役社長に就任。全メニュー280円の低価格路線が支持され、出店を拡大。2014年にジャスダック上場。2015年に東証2部、2016年に東証1部に上場。
2023年現在、東京・名古屋・大阪を中心に600店舗以上出店する。

## 経歴
1960年（昭和35年）2月4日、大阪府東大阪市生まれ。実家はブリキ加工の町工場であった。祖父は、玩具製造会社「大倉商店」を創業。
大阪府立盾津高校（現在の大阪府立かわち野高校）2年の夏にビアガーデンでバイトを始め、その仕事ぶりが認められて焼鳥とおでんの担当を任されたことで飲食業の面白さに目覚める。
高等学校卒業後、飲食業へ進む意思を持ち、辻調理師専門学校に進学、和食・中華料理・洋食を一通り学ぶ。辻調理師専門学校卒業後はロイヤルホテル（現在のリーガロイヤルホテル）に就職、ホテルのイタリア料理店へ調理師として入職するもホールウェイター担当として勤務し、ここで大倉は接客の面白さに目覚め、3年目にキッチンへの異動を打診されるも「接客の方が面白い」という理由でホール担当を続けたという。
大倉はホテルから実家近くの焼鳥屋へ転じて修行し、独立を決意して、1985年（昭和60年）5月1日に東大阪市の近畿日本鉄道俊徳道駅前に9坪・27席の店舗 から念願の店『じゃんぼ焼鳥 鳥貴族』を開業。開業資金は実家の両親が手配してくれたという。「村さ来」の社長の本をバイブルに“ヤング世代をつかむ”明るい店舗、ゆとりのある席、ボリュームあるメニューで展開。店名の由来は「お客さまを貴族扱いする」。同年5月16日、長男・忠義（SUPER EIGHT）が誕生。
1986年（昭和61年）に法人化。イターナルサービス（現・株式会社鳥貴族ホールディングス）を設立して年に1店のペースで多店舗展開。『鳥貴族』のフランチャイズ化へ向けての布石を打つ。
2003年（平成15年）大阪市中央区の道頓堀に初出店。阪神優勝の波に乗ってブレイク。以後、2005年（平成17年）東京へ進出するなど順調に経営規模を拡大し、『低価格298円均一』をスローガンに通算600店舗を数えるまでに『じゃんぼ焼鳥 鳥貴族』を成長させた。
2012年（平成24年）初の著書『鳥貴族「280円均一」の経営哲学』を東洋経済新報社より出版。
2014年（平成26年）ジャスダック、2015年（平成27年）東証2部、2016年（平成28年）東証1部に上場させる。2021年（令和3年）2月に持株会社制へ移行し「鳥貴族ホールディングス」に改称。
2023年（令和5年）焼鳥一筋40年、『焼鳥屋で世の中を明るくしたい』という永遠の理念のもと、鳥貴族、トリキバーガーを中心に『グローバルチキンフードカンパニー』を目指すと発表。
2025年（令和7年）4月21日、長男でタレントの大倉忠義（SUPER EIGHT）と親子初共演で会見に出演。5月1日から忠義がコラボ・監修する創業40周年記念のコラボメニューが販売スタート。

## 人物
- 好きな言葉は「我がはからいにあらず」[11]
- 趣味はワイン、グルメ巡り、ドライブ[11]
- SNSを上手に駆使している。「鳥貴族」の公式Twitterが4万フォロワーのなか、大倉の個人Twitterは14万フォロワー。新メニューや新店舗のお知らせに活用。近年では親子のTwitter交流が話題となることもある[13]。
- 自身が客として鳥貴族に行ったら何を頼むか？取材で聞かれたところ「まずはプレミアム・モルツ。ビールのお供としてスピードメニューから塩だれキューリ、味付煮玉子、キャベツ盛を注文します。同時にもも貴族焼（たれ）とハート（たれ）を注文します」と答えている。たれを頼む理由として店舗によって異なるタレの味の確認も兼ねて、タレで頼んでいるという[14]。
- 成功した要因を取材時に聞かれ、4つあげている。①成長の秘訣は好きになること ②お金ではなく夢を追いかけている ③すべての愛を知り、志を持つ ④絶対人の悪口は言わない。言うんだったら直接言う[15]。

## 大倉家
- 大倉家には代々、名前の中に「忠」が入っている。祖父の名前は「忠太郎」で玩具製造会社を創業。それぞれの息子たち（忠司の父もその中の1人）にも玩具製造会社を経営できるように育てた。祖父の「忠」という字を大切に考え、長男にも「忠義」と付けたという。大倉家では「忠」が永遠に受け継がれていくよう、遺言には書きたいと考えている[4]。
- 長男はタレントの大倉忠義（SUPER EIGHT）。大倉自身は後継者について、「自分の息子3人から跡継ぎを出すことはせず、生え抜き社員から選びたい」と考えているという[16]。
- 1985年5月1日に鳥貴族1号店がOPEN。約2週間後の5月16日に長男の忠義が誕生した。後日談として忠義は鳥貴族39周年の際に「1号店に思い入れが深いのですが、復活していただけませんか？」と自身のXを更新。これに忠司は、自身のXアカウントで「僕と同じ名前だし、それだけ思い入れがあるなら考えてもいいかな」と、笑顔の絵文字も交えてうれしそうに返信。忠義は「（いつのまに会長に…）※これは心の声です」とポスト。知らない間に父が昇進していたことに驚いていた[17]。

## 出演

### テレビ
- 『日経スペシャル カンブリア宮殿』「280円均一で絶好調!焼き鳥チェーンの“ぶれない経営”」（2015年4月9日、テレビ東京）[18]
- 『はじっこ革命 そんなとこから、世界は変わる』（NHK総合）[19]
- 『スッキリ』（日本テレビ）[20]
- 『池尻和佳子のトコワカ』（福岡RKBテレビ）[21]
- 『ザ・インタビュー〜トップランナーの肖像〜』（BS朝日）[22]
- 『Respect TV』（千葉テレビ） ※https://www.youtube.com/6JpMM0QXP20

### ラジオ
- 『お店ラジオ supported by スマレジ』（InterFM、FM大阪）[23] ※https://www.youtube.com/NOyMdGfcBG8

## 著書
- 『鳥貴族「280円均一」の経営哲学』（著者:大倉忠司）（2012年11月17日、東洋経済新報社）ISBN 9784492502433